# Monoski

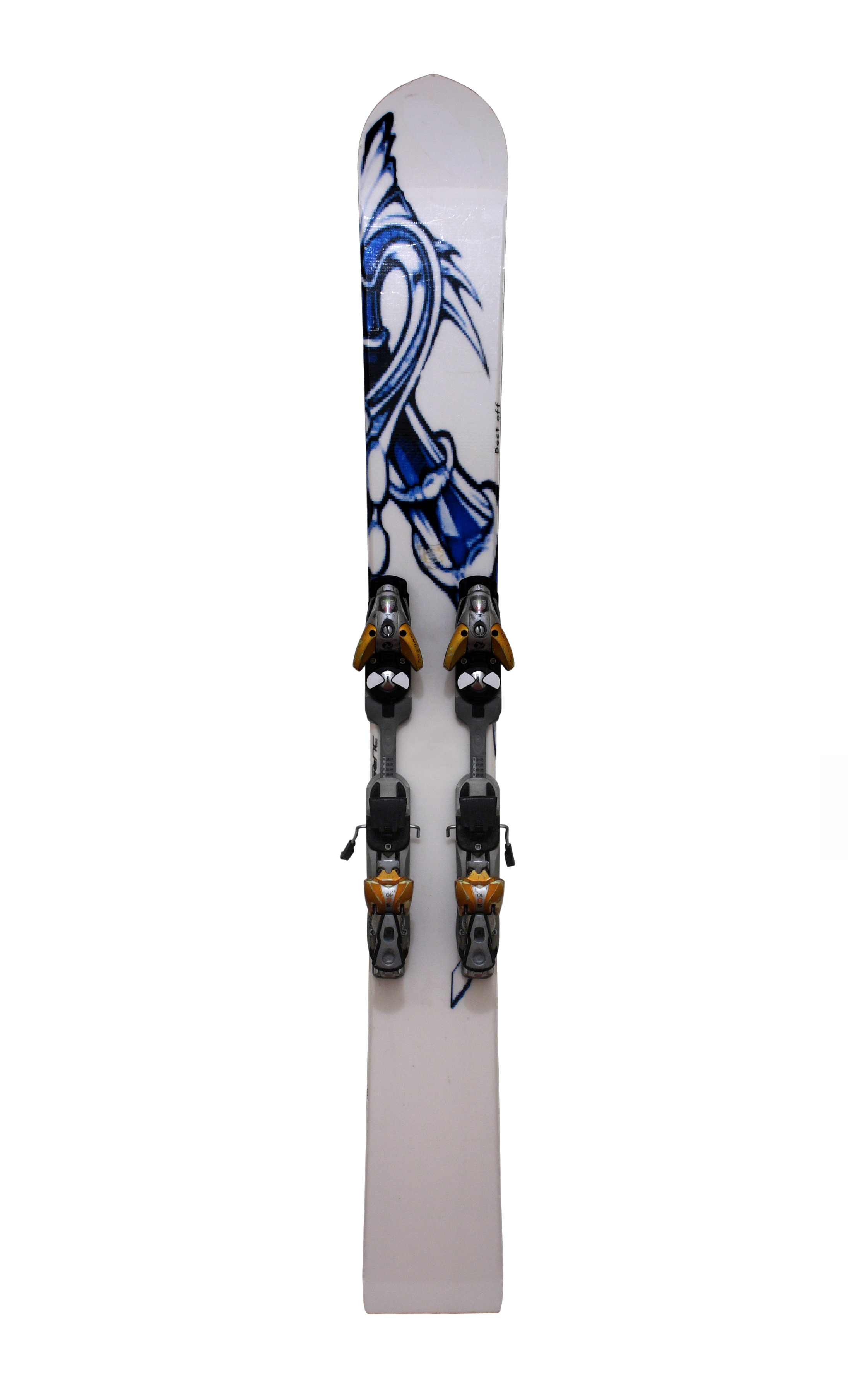
Monoski

Der Monoski ist ein breiter Ski, bei dem die Bindungen parallel nebeneinander montiert sind. Durch die Symmetrie der Körperhaltung entstehen spektakuläre Bilder beim Tiefschneefahren, in der Buckelpiste und beim Carving.
Der Monoski wird im Gegensatz zum Snowboard mit Skistöcken gefahren. Ebenfalls anders als beim Snowboard ist die Fahrtrichtung: Der Sportler bewegt sich beim Monoski vorwärts statt seitwärts.
Auch der Alpinski mit Sitz für behinderte Sportler (siehe auch Skibob) und der einzelne Wasserski mit darauf hintereinander angebrachten Bindungen wie bei einem Skwal heißen Monoski.

## Monoski-Typen
- Origin Monoski: hat gerade (nicht taillierte) und parallele Kanten, der Monoski in seiner ersten (erfundenen) Form. Hersteller früherer Modelle: z. B. Rossignol

- Pintail: hat gerade (nicht taillierte) Kanten und ein schmal zulaufendes Ende, der klassische Monoski. Hersteller früherer Modelle: z. B. Rossignol, Head, Teak

- Carver: hat taillierte Kanten, um die Kurven „wie auf Schienen“ auf der Kante zu fahren, ohne zu rutschen. Fast alle aktuellen Hersteller führen Carver in ihrem Modellrepertoire, z. B. Aluflex, Blackburne, Duret, Hattori-Hanzo Monoskis, Snowgunz, Snowshark, Swell Panik und weitere (siehe Monoski Database)

- Swallowtail: hat eine taillierte Form wie der Carver und ein tief eingeschnittenes Ende wie ein Schwalbenschwanz. Hersteller aktueller Modelle: Coda (früher Yamatool)

- Splitmono: ist eine Sonderkonstruktion, die längs in der Mitte auseinandergenommen werden kann. Die dadurch entstandenen Doppelski ermöglichen das Tourengehen (mit Fellen). Aktuelle Modelle: Monosplit von Aluflex, Hattori-Hanzo Monoskis, Snowgunz

- Parabolic Pintail: hat eine taillierte Form wie der Carver, wobei die Taillierung vorne deutlich stärker ausgeprägt ist als hinten, um eine Mischung der Fahreigenschaften des Carvers und des Pintails zu erreichen. Hersteller aktueller Modelle: Snowshark

- Eine weitere Variante ist der Flizz – ein Ski, auf dem ein Sitz montiert ist. Dies ermöglicht, sitzend im gleichen Moment zu rodeln und Ski zu fahren. Der Flizz basiert auf einer besonderen Art von Skirodel, die schon seit Jahrzehnten in Südtirol unter der Bezeichnung „Böckl“ verwendet wird. Der Ski ist ein ca. 90 cm langer GFK-Carver mit Stahlkanten. Gesteuert wird der Flizz durch seitliche Gewichtsverlagerung, gebremst wird mit den Beinen.

## Geschichte
Vorläufer des Monoski ist der Single-Ski, auch Turm-Mono genannt, bei dem zwei Bindungen auf einem einzelnen Alpinski mit Hilfe eines (Aluminium) Sockels montiert werden. Dieser Ski gilt u. a. durch die extreme Standhöhe (> 15 cm) und den schmalen Ski als sehr schwer zu fahren. Heute existieren nur wenige Stücke dieser Turm-Monos in privaten Sammlungen und werden nur selten an speziellen Events gefahren.
1961 erfand Jack Marchand (USA) den Monoski, Monos ist griechisch und heißt Einziger. 1969 machte der professionelle Surfer Jack Doyle (USA) den Monoski zu dem, was wir heute kennen. Er verwendete Stöcke und Materialien aus dem Bereich Alpinski.
In den 1980ern hatte der Monoski den größten Boom.

## Hersteller und Modelle
Bis heute  haben insgesamt 56 verschiedene große und kleine Hersteller wie Atomic, Blizzard, Fischer, Rossignol, Salomon Monoskis produziert, es bieten heute sechzehn Hersteller etwa 100 Modelle an.
Monoskis gibt es in Längen von bis zu 270 cm, das kürzeste Modell misst 74 cm (Gaspo GPO Monoboard).

## Monoski für Rollstuhlfahrer
Eine spezielle Form des Monoskis wurde für Rollstuhlfahrer entwickelt, die auf diese Weise sitzend den Skisport ausüben können.